# Observatorium Tusculanum
Observatorium Tusculanum var trods det latinske navn et 5,5 x 5,5 m  dansk observatorium grundlagt i 1704 af Ole Rømer i landsbyen Vridsløsemagle.

## Oprindelse
Rømer valgte angiveligt Vridsløsemagle af flere årsager;
- Rømers 2. svigerfar gennem ægteskabet med Else Magdalene, Caspar Bartholin, ejede landstedet Pilenborg i nærheden sammen med sin bror Hans Bartholin
- det var tilstrækkeligt langt fra København til at sikre mørke og fred og ro
- det lå på samme breddegrad som Rundetårn (dvs. stik vest), hvor Rømer også havde et observatorium. Det ville gøre sammenligning af observationerne lettere. (Det har senere vist sig, at observatoriet lå 87,5 m nordligere, men det var den nøjagtighed, man kunne nå i 1704)[2]

Navnet Tusculanum stammer fra Ciceros sommervilla uden for Rom; Pilenborg havde kælenavnet Tusculum.
Observatoriet skulle fungere som et "tvilling"-observatorium til observatoriet i Rundetårn i København. På den måde kunne Rømer sammenligne observationerne direkte. Angiveligt var der fri sigt mellem de to steder, så der kunne kommunikeres mellem de to observatorier om natten ved hjælp af lyssignaler. På den måde kunne de astronomiske ure synkroniseres. Rømer var heller ikke helt tilfreds med forholdene i Rundetårn;
...jeg er ikke så lidt uenig med dem, som hidtil har udstyret deres observatorier mere til pynt end til nytte og har foretrukket at tilpasse instrumenterne til bygningen frem for at tilpasse bygningen til instrumenterne...
skriver han i et brev til Leibniz. Der henvises både til de observatorier, han kender i Paris, og til Rundetårn. Ved at bygge sit eget observatorium kunne han indrette det præcis, som han ville. I 1704 skriver han igen til Leibniz;
...jeg har for første gang i mit liv stjålet en hel sommer til mig selv, nemlig til at indrette mig et observatorium, som jeg i 30 år har ønsket mig. ... Stedet er udenfor byen mod vest 2 mil, 63 tidssekunder fra vort astronomiske tårn [Rundetårn]. Bygningen og instrumenterne er, sådan, som de på kort tid af nyt og på min egen bekostning har kunnet udføres, egnet til brug. 3 pendulure, 2 større instrumenter af metal, det ene bevægelig i meridianen, det andet i første vertikal, udgør hele det astronomiske udstyr. Det har altsammen været i orden fra udgangen af september og rede til observation, således, at der nu kun ventes på klar himmel, som efter årstiden sjældent findes så meget som to dage i træk... (fra latin) 
Det ses tilsvarende fra universitetets konsistoriums protokoller fra denne sommer, at Rømer ganske rigtigt var fraværende.
Observatorium Tusculanum havde to hovedinstrumenter; verdens første meridiankreds og et jævndøgnsinstrument (kaldet instrumentet i 1. vertikal til jævndøgnsbestemmelser) og derudover 4 astronomiske ure. Gulvet var i observatoriet forsænket en fod under jordniveau, fordi instrumenterne skulle sikres bedst muligt mod vind og rystelser. Instrumenterne blev yderligere anbragt på tre solide stolper.
Observatoriets mure og tag var forsynet med spalteåbninger ud for instrumenternes sigter, og bygningen var opdelt i to rum:
- et opholdsrum, der havde ildsted og et leje, så observatøren kunne få varmen og hvile sig i sine frivagter
- selve observationsrummet, der ikke kunne opvarmes, da temperatursvingninger ville forstyrre observationerne [1].

## Forfald
Efter Rømers død i 1710 fortsatte en af hans elever Lauritz Th. Schiwe som professor i astronomi observationerne fra observatoriet, men han døde allerede i peståret 1711. Uden vedligeholdelse forfaldt observatoriet, og ca. 1716-17 blev instrumenterne flyttet til observatoriet i Rundetårn, hvor de gik op i flammer ved branden i 1728 sammen med alle kendte notater fra Observatorium Tusculanum (mindst tre foliobind ) bortset fra Triduum-observationerne ("De tre dages observationer" fra 20. oktober kl. 16 -23. oktober kl. 18 1706).

## Eftersøgninger
Observatorium Tusculanum gik i glemmebogen, men det vides på baggrund af et manuskript indsendt til Videnskabernes Selskab, at en ukendt forfatter i 1765 uden held var taget til Vridsløsemagle for at finde stedet. På trods af, at der kun var gået et halvt århundrede, fra observatoriet var blevet forladt, var der ingen rester tilbage. Forfatteren traf dog en gammel kone – Ane Pedersdatter – som kunne huske, hvor stiernekigerhuuset havde ligget. I manuskriptet til Videnskabernes Selskab var den placering, som Ane Pedersdatter angav, dokumenteret i form af sigtelinjer fra stedet til både Pilenborg, forskellige kirketårne (bl.a. Roskilde Domkirke) og unavngivne gravhøje.
I 1923 mente Hans Kjær fra Nationalmuseet, at han kunne bestemme det sted, hvor Pilenborg havde befundet sig, og på baggrund af dette forsøgte han også – ligeledes uden held – at lokalisere observatoriet. Harald Mortensen fra det Kgl. Bibliotek mente sammen med med Kjær, at det kendte Snubbekors (et gammel vejfarerkors) var brugt som et sydligt sigtepunkt for observatoriet, men dette var en forkert teori, som var baseret på en oversættelsesfejl (senere opdaget af Carl Luplau Janssen) fra den latinske tekst hos Peder Horrebow, en af Rømers elever . Mortensen og Kjær havde et par offentlige kontroverser om, hvor man skulle finde observatoriet;
[Jeg modtog] besøg af en Litterat og Amatørastronom [Mortensen], der vilde »gøre Rømers Observationer efter« og bad mig anvise ham Tusculanums omtrentlige Plads. Skønt jeg indsaa det haabløse i hans Forehavende, meddelte jeg ham, hvad han ønskede, og tillige Hovedtrækkene i min Undersøgelse
skriver Kjær i et tidsskrift i 1923 .
I 300-året for Rømers fødsel satte man i 1944 en mindesten for Rømer og observatoriet i Vridsløsemagle. Da man ikke kendte den præcise placering af observatoriet, havde stenen den lettere forkerte indskrift
Omtrent 150 M nord for denne Sten lod Ole Rømer i Aaret 1704 bygge Observatorium Tusculanum
I 1967 forsøgte Nationalmuseet sig igen. En del af de forgæves forsøg gik på at undersøge et par af de gravhøje, der ligger omkring Vridsløsemagle, idet man gik ud fra, at observatoriet havde ligget så højt som muligt i landskabet. Gravhøjen Ole Rømers Høj var bl.a. tidligere kendt under navnet Kongehøjen – men skiftede navn pga. teorien. Nationalmuseet forsøgte ligeledes via luftfotografering at finde spor i markerne i området.
I 1978 gjorde historikeren og musiklæreren Claus Thykier nye forsøg. Efter flere forgæves udgravninger i området omkring Vridsløsemagle (bl.a. blev en overpløjet gravhøj fundet under et af forsøgene) benyttede Thykier de gamle sigtelinjer i manuskriptet fra Videnskabernes Selskab. For en præcis positionsbestemmelse skulle der bruges mindst tre kendte positioner på de objekter, sigtelinjerne pegede mod, og nu kendtes i hvert fald både Roskilde Domkirke og Pilenborgs positioner. En tredje position viste sig at kunne passe med en nu overpløjet gravhøj, Stanghøj, som kunne identificeres på et gammelt kort over området, og ved hjælp af disse tre positioner kunne et nyt forsøg gøres. De meget sparsomme rester af observatoriet blev fundet på stedet; det viste sig, at findestedet lå inden for få meter af det sted, Ane Pedersdatter havde udpeget over 200 år tidligere.
En af grundene til, at de gamle sigtelinjer var blevet afskrevet som forkerte under tidligere eftersøgninger, var, at den nord-pil, der var angivet på det gamle kort, var ca. 15 grader forkert på grund af kompasmisvisningen – og derfor havde tidligere eftersøgere ikke kunne få sigtelinjerne til at passe med noget.
Arkæologer fra Skovstyrelsens Fortidsmindeforvaltning foretog derefter en udgravning, hvor der blev fundet kridtpibe-stumper, teglstumper fra taget, de nederste dele af instrumenternes forankringsstolper og forarbejdet til en linse til en kikkert. Derudover kunne man konstatere en underjordisk afstivning af instrumenternes forankringsstolper samt de delvist formuldede stolper. Af yder- og indervægge fandtes kun svage spor, men dog tilstrækkeligt til en rekonstruktion.

## I dag
Stedet er i dag fredet og kan ses i forbindelse med det nærliggende museum Kroppedal. I det udgravede observatorium er grundplanet og den oprindelige placering af nogle af instrumenterne markeret med bjælker. Uden for indgangsdøren har man rekonstrueret en brolægning med håndstore sten op ad det område, hvor man fandt 5-6 kridtpibestumper .
Ved siden af er opstillet en bronzestatue af Rømer udført af Ludvig Brandstrup.
Rømer er afbildet med en passer i højre hånd og holder venstre hånd i kanten på den åbentstående frakke. Han er klædt i tidens modedragt: En lang vest, halsbind og kalvekrøs. Han bærer knæbukser og sko med spænder og har langt, lokket hår. Blikket er rettet mod verdensrummet eller det tøvende lys.
Statuen er skænket af industrimanden Alexander Foss (1858-1925) og stod oprindeligt fra 1917 foran Den Polytekniske Læreanstalt i Sølvgade i København. Den 18. maj 1988 blev statuen flyttet til den nuværende placering.
På soklen er opsat en tavle, der har tekst af astronomen Kirstine Meyer (1861-1941):
"Ole Christensen Rømer · Opdagede Lysets Tøven · Lærte Astronomen nøjere at bestemme Stjernernes Plads og aabnede Fysikeren Vejen til den praktiske Varmemaaling · Han viste det danske Folk Naturvidenskabens Anvendelse · 1644 – 1710"